# Le Bourget, Seine-Saint-Denis
Le Bourget (franskt uttal: [lə buʁˈʒɛ]
 ( lyssna)) är en kommun i departementet Seine-Saint-Denis i regionen Île-de-France i norra Frankrike. Kommunen ligger i kantonen La Courneuve som tillhör arrondissementet Le Raincy. År 2022 hade Le Bourget 15 052 invånare.

## Befolkningsutveckling
| Befolkningsutvecklingen i Le Bourget 1968–2021 | Befolkningsutvecklingen i Le Bourget 1968–2021 | Befolkningsutvecklingen i Le Bourget 1968–2021 | Befolkningsutvecklingen i Le Bourget 1968–2021 | Befolkningsutvecklingen i Le Bourget 1968–2021 |
| ---------------------------------------------- | ---------------------------------------------- | ---------------------------------------------- | ---------------------------------------------- | ---------------------------------------------- |
|                                                |                                                |                                                |                                                |                                                |
| År                                             |                                                |                                                | Folkmängd                                      |                                                |
| 1968                                           | 1968                                           |                                                | 9 648                                          |                                                |
| 1975                                           | 1975                                           |                                                | 10 534                                         |                                                |
| 1982                                           | 1982                                           |                                                | 11 021                                         |                                                |
| 1990                                           | 1990                                           |                                                | 11 699                                         |                                                |
| 1999                                           | 1999                                           |                                                | 12 110                                         |                                                |
| 2007                                           | 2007                                           |                                                | 12 961                                         |                                                |
| 2015                                           | 2015                                           |                                                | 16 239                                         |                                                |
| 2021                                           | 2021                                           |                                                | 14 832                                         |                                                |